# NGC 456
NGC 456 est une nébuleuse en émission contenant un amas ouvert. Elle est située dans la constellation du Toucan. La valeur de 15 ′ de la dimension apparente donnée sur le site SEDS est erronée. La mesure de la plus grande dimension de NGC 356 avec le programme Alandin se rapproche de celle donnée sur le site de SIMBAD, soit 3,3 ′. 
NGC 456 a été découverte par l'astronome écossais James Dunlop en 1826.